# Siphonogobius nue
Siphonogobius nue är en fiskart som beskrevs av Koichi Shibukawa och Iwata, 1998. Siphonogobius nue ingår i släktet Siphonogobius och familjen smörbultsfiskar. Inga underarter finns listade i Catalogue of Life.